# アリ・アドナン
アリ・アドナン・カディム・ナシール・アル＝タメーミ（アラビア語: علي عدنان、1993年12月19日 - ）は、イラクのサッカー選手。イラク代表。ポジションはDF。
2013年にアジア年間最優秀ユース選手賞を受賞した選手で、「アジアのガレス・ベイル」、「イラクのロベルト・カルロス」と云った異名を取っている。また、イラクのサッカー選手としては初めてイタリアのクラブに移籍した選手である。

## クラブ歴

### 早年
アル・シャバブ・スタジアムの向かいに位置する高名なアンモ・ババ・フットボール・スクールを5年で卒業した。在籍する生徒の中では最も若い部類であったが、その後若手育成に定評のあるアル・ザウラーSCに移籍する成長を遂げた。このアル・ザウラーSCはかつて彼の叔父が在籍したクラブでもある。更にその後アル・クウワ・アル・ジャウウィーヤに移籍し、バグダードFCに加入した。

### バグダードFC
バグダードFCではヤヒア・アルワン監督によってトップチームに昇格した。比較的若い年齢での昇格であったが、その後クラブの層の厚さから再びユースに戻った。2010年にカリム・クルディが監督に就任するとトップチームでレギュラーの座を掴んだ。レギュラーとして出場を重ねるうちにより良い選手となり、彼の憧れであったバシム・アッバスを控えへと追いやった。
彼はバグダードFC在籍中に合計7得点を挙げ、そのうち2点は2010-11シーズン、3点は2011-12シーズン、2点は2012-13シーズンであった。
2013年冬の移籍市場でサウジアラビアのアル・イテハドからアナス・シャルビニの後継としてオファーが来たものの、彼の代理人がこの移籍を遂行出来ず、破談に終わった。彼自身はサウジアラビアへの移籍を望んでおり交渉もしていたが、サウジアラビアのビザを取得するのに2日かかり、その間に移籍市場が閉まってしまったためにこの移籍は破談となってしまった.。
2013 FIFA U-20ワールドカップ中には複数のクラブからの興味が寄せられ、それらはトルコのガラタサライSK、ブルサスポル、チャイクル・リゼスポル、スペインのセビージャFC、イングランドのアーセナルFC、イタリアのジェノアCFC、ASリヴォルノ・カルチョ、カタールのアル・ガラファと云ったクラブであった。
7月12日にはガラタサライが交渉の場についた事が報じられた。当時のガラタサライは前シーズンで課題となった左サイドバックを補強したく、彼に交渉を持ちかけた。

### チャイクル・リゼスポル

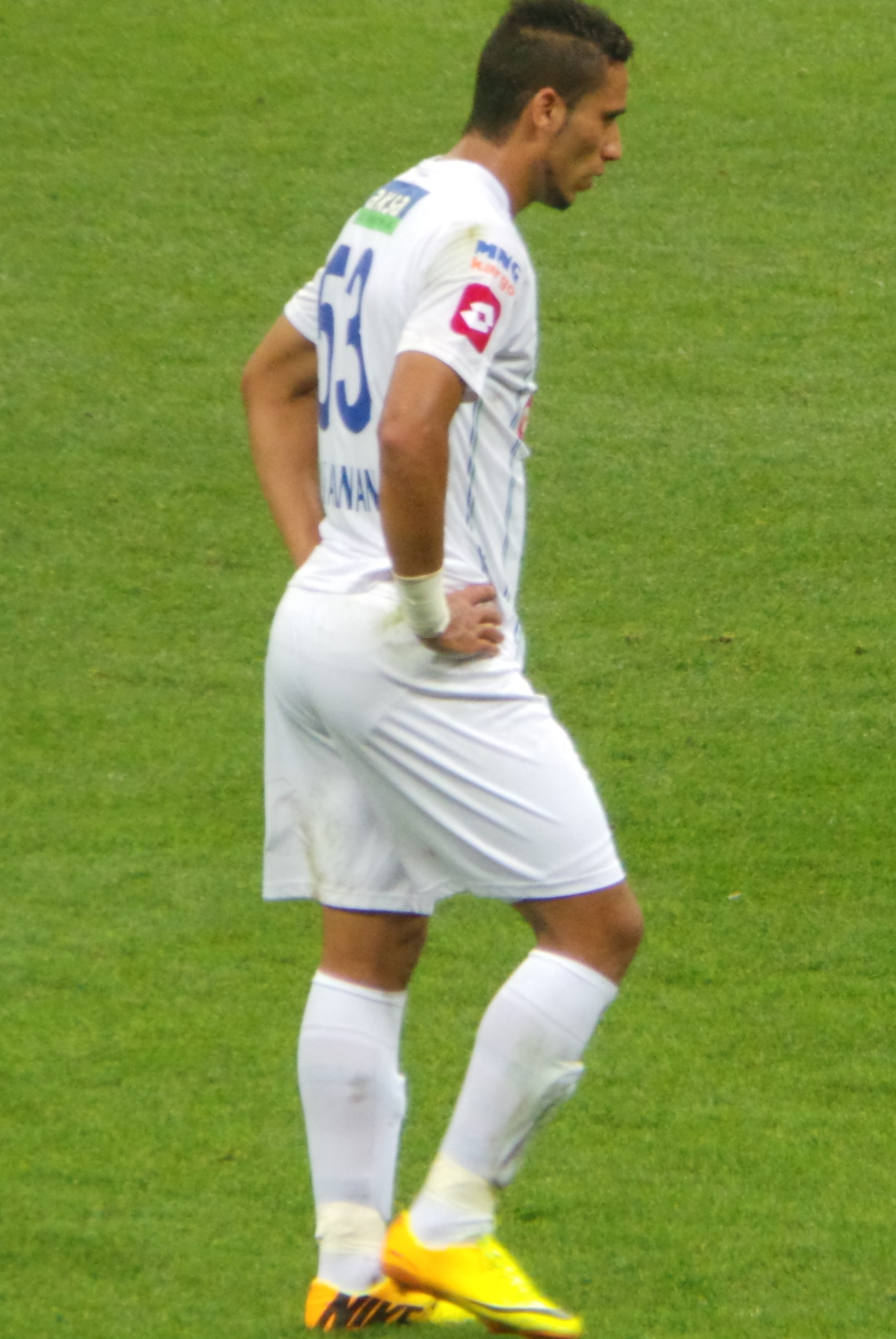
2013年9月28日、ガラタサライSK戦でのアリ・アドナン

2013年8月1日に、移籍金65万ドルの5年契約でトルコのチャイクル・リゼスポルに移籍。背番号は53番を選択、この番号はクラブの設立年である1953年に合わせての物であった。彼はこのクラブについて我が家のようであると述べている。同年9月1日にスュペル・リグ初得点を達成、カイセリ・エルジイェススポル戦の7分、長距離のシュートであった。14日にはガズィアンテプスポルから35mのフリーキックで得点し、2得点目を挙げた。
初得点を挙げた傍らの9月2日にはSSCナポリが700万ユーロでチャイクル・リゼスポルから5年契約で獲得を試みたものの、チャイクル・リゼスポル側に拒否された。更に9月10日にはトルコのメディアがガラタサライが冬の移籍市場で再び彼の獲得に動く可能性を報じた。
その後2014年6月には、ASローマやチェルシーFCからも関心を抱かれた。

### ウディネーゼ
2015年7月1日にはウディネーゼ・カルチョと5年契約で調印した事を発表した。これによって彼はイラク人選手として初めてセリエAに所属した選手となった。コッパ・イタリアのノヴァーラ・カルチョ戦で初出場、3-1の勝利に終わった。セリエA初出場は前シーズン王者のユヴェントスFC戦で1-0の勝利となった。セリエA初得点はジェノア戦でフリーキックの得点であったものの、この試合は2-1で敗北となった。

### アタランタ
2018年8月17日、アタランタBCへレンタル移籍。

## 代表歴
ジーコ監督時代には代表に選ばれていなかったものの、給与未払い問題によって監督がハキム・シャキルに代わると、彼のユース時代の監督であった事も相俟って代表に選出、2012年12月3日のバーレーン代表戦で代表初出場。創立11年目であったアンモ・ババ・フットボール・スクールの卒業生として初めての同国代表選手となった。その後、西アジアサッカー選手権2012で彼は同国最高の左サイドバックとしての不動の地位を築いた。
2013 FIFA U-20ワールドカップでは圧倒的なパフォーマンスを見せた。イングランドU-20代表戦では激烈な印象を与えた。1-2で負けていた93分に彼はサイドから中に切り込むとイングランドの守備相手にトリックを使って軽やかに突破、ゴールにボールを流し込んだ。その運動量の多さとペナルティエリアの外側からもシュートを撃てる決定力、そして体幹の強さはこの試合を見ていたヨーロッパクラブのスカウトの関心を惹きつけた。
代表初得点はAFCアジアカップ2015予選の中国代表戦で、この試合は3-1の勝利となった。本戦にも出場し、イラン代表戦ではアシストを決め、イラク代表の勝利に貢献した。

## プレースタイル
彼はイラクにおけるイアン・ハートである。高身長と強い体を持っていながらも速い選手であり、イラクのカウンターアタックの哲学を特徴づけている。トルコメディアには「ガレス・ベイルの再来」「アジアのガレス・ベイル」等と称された。彼は攻撃的な左サイドバックであり、強いフィジカルと強烈な長距離のシュート能力も持ち合わせている。更に速度もあり、相手のミッドフィールダー、ディフェンダーを簡単に追い抜いていく走力を見せている。また、左ウィンガーとしても活躍出来、精確なクロスやフリーキックで得点を狙う事も出来る。その攻撃力の高さは尋常でない他方、守備でも活躍しており、イラクの未来のスターとの呼び声も高い。

## 個人
1993年12月19日にイラクの首都バグダードで生まれたとされているが、1991年に生まれたという報道もある。父や叔父もサッカー選手であった。父のアドナン・カディムはAFCユース選手権1977、1977 FIFAワールドユース選手権に出場した選手であったが、A代表には選出されなかった。叔父のアリ・カディムはイラクA代表での出場経験もある有名なストライカーで1970年から1980年にかけて35得点を代表として獲得した。この記録はフセイン・サイードが現れるまで破られなかった記録であった。
彼自身は選手としては攻撃的な左サイドバックである。そして彼自身も父親をスターであり教師でもある存在として認識しており、バグダードSC時代には父が観戦に来る事もしばしばであった。

## 個人成績
A代表での得点一覧
| #  | 日附          | 場所                                             | 対戦相手             | 得点 | 結果 | 大会                                   |
| -- | ------------- | ------------------------------------------------ | -------------------- | ---- | ---- | -------------------------------------- |
| 1. | 2014年3月5日  | ドバイ・シャールジャ・スタジアム                 | 中華人民共和国       | 3–0  | 3–1  | AFCアジアカップ2015                    |
| 2. | 2015年9月3日  | テヘラン・シャヒード・ダストゲルディ・スタジアム | チャイニーズタイペイ | 1–0  | 5–1  | 2018 FIFAワールドカップ・アジア2次予選 |
| 3. | 2016年3月24日 | テヘラン・シャヒード・ダストゲルディ・スタジアム | タイ                 | 2–2  | 2–2  | 2018 FIFAワールドカップ・アジア2次予選 |

## タイトル

### 代表
イラクU-20
- AFC U-19選手権

準優勝: 2012
- FIFA U-20ワールドカップ

4位: 2013
イラクU-23
- アジア競技大会

銅メダル: 2014
イラク
- 西アジアサッカー選手権

準優勝: 2012
- ガルフカップ

準優勝: 2013
- AFCアジアカップ

4位: 2015

### 個人
- アジア年間最優秀ユース選手賞: 2013
- 2013 FIFA U-20ワールドカップ
  - Sky Sports 2013 FIFA U-20ワールドカップベストイレブン左サイドバック部門[26]

- Goal.com 2013 FIFA U-20ワールドカップ選定トップ10プレイヤー
- ワールドサッカー誌U-20ワールドカップトップ10プレーヤー

- デイリー・メール 2014年欧州ベストヤングスタートップ20[28]